# 香月牛山

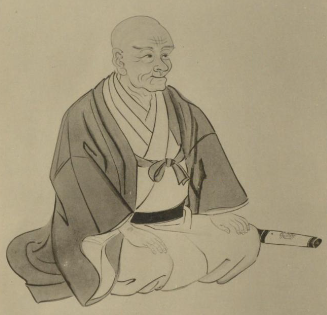
香月牛山（医家）

香月 牛山（かつき/かげつ ぎゅうざん/ごさん、1656年（明暦2年）- 1740年4月12日（元文5年3月16日））は、江戸時代中期の医師である。名は則真（則実とも）、字は啓益。別号に貞庵、被髪翁等がある。

## 経歴・人物
筑前の生まれ。若くして儒学を貝原益軒から学び、後に医学も藩医を務めていた鶴原玄益から学ぶ。1685年（貞享2年）に30歳で中津藩の小笠原氏付の侍医となり、1699年（元禄12年）に上洛のため辞職するまでその職にあたった。その後は京都に活動拠点を移し、二条にて診療所を開業した。
牛山が開いた医流は明代の李杲（李東垣）や朱震亨（朱丹渓）等の医説を信奉し、師の益軒が行った臨床試験の影響を受けたことによって当時の後世派における代表的な医師として名を馳せる。また後に自身が行った臨床試験によって、温補の方剤を主に病気の治療に携わった。1716年（享保元年）に小倉藩に招聘され、晩年は同藩の小笠原氏付の侍医として活動した。なお牛山は生涯独身でありかつ子もいなかったことから、初めは甥である香月則貫を香月家の養嗣とした。しかし則貫は牛山より先に没したため、後に自身の門人である香月則道が継いだ。

## 主な著作物

### 主著
- 『牛山方考』
- 『薬籠本草』
- 『婦人寿草』

### その他の著書
- 『老人（必要）養草』 ‐ 日本で最初の老人医学書とされる[5]。
- 『牛山活套』
- 『巻懐食鏡』